# Тагиев, Бахадур Гусейн оглы
Тагиев, Бахадур Гусейн оглы (азерб. Bahadur Hüseyn oğlu Tağıyev; 13 марта 1934 — 7 января 2021) — советский и азербайджанский физик, действительный член НАНА (с 2014 года).

## Биография

### Детство и образование
Бахадур Тагиев родился 13 марта 1934 года в селе Тюркоба Масаллинского района. В 1952 году окончил среднюю школу и поступил в Азербайджанский государственный педагогический университет. В 1952—1956 годах получил высшее образование на физико-математическом факультете, в 1959 году поступил в аспирантуру Института физики Академии наук Азербайджана. Затем в 1960—1962 годах продолжил образование в аспирантуре Института полупроводников Академии наук СССР в Ленинграде (ныне Санкт-Петербург).

### Трудовая деятельность
С 1956 года до 1959 года работал учителем в сельской и поселковой средних школах в Масаллинском районе. С 1962 года до 1966 года работал младшим научным сотрудником в Институте физики НАНА, затем до 1974 года — старшим научным сотрудником, с 1974 года по 1993 год — заведующим лабораторией, а в 1993—2002 годах — первым заместителем директора института. С 2002 года Бахадур Тагиев являлся старшим научным сотрудником института.
В 1996—2009 годах он также был в должности профессора факультета физики Национальной академии авиации, а в 2009 году стал директором и заведующим кафедрой физики Научно-исследовательского института транспортных и авиакосмических проблем Национальной академии авиации.
В 1964 году защитил кандидатскую, а в 1977 году — докторскую диссертацию по физико-математическим наукам. Затем в 1984 году Бахадур Тагиев получил звание профессора.
В 2001 году он был избран членом-корреспондентом, а в 2014 году — действительным членом Национальной Академии Наук Азербайджана.
Скончался 7 января 2020 года.

## Награды, ордена, премии
В 1970 году был удостоен медали «В ознаменование 100-летия со дня рождения Владимира Ильича Ленина».
С 1986 года — кавалер ордена «Знак Почёта».
В 1988 году был удостоен Государственной премии Азербайджанской Республики.
В 2005 году был награжден орденом «Шохрат».
В 2018 году удостоен почетного звания «Заслуженный деятель науки».

## Память
В января 2020 года президент Азербайджана Ильхам Алиев и первый вице-президент Мехрибан Алиева подписали некролог в связи с кончиной Бахадура Тагиева.